# Gens Papiria
La gens Papiria fue una de las principales familias patricias primero, y después también plebeyas, de la antigua Roma. La historia de esta gens es el tema principal de una de las cartas de Cicerón a Papirio Peto, quien no sabía que ningún Papirio hubiera sido nunca patricio. Cicerón afirma que los Papirios fueron originalmente llamados Papisii («Papisios»), y que la primera persona que adoptó el nombre Papirio fue Lucio Papirio Craso, cónsul en 336 a. C.. 
Cicerón también afirma que los Papirios patricios pertenecían a las minores gentes, y que estaban divididos en las familias de cognomina Crassus, Cursor, Maiso y Mugillanus. Los cognomina principales de la rama plebeya eran Carbus, Paetus y Turdus.
De éstas, la familia más antigua era la de los Mugilano, y el primer miembro de la gens Papiria elegido cónsul fue Lucio Papirio Mugilano, en 444 a. C. La gens, sin embargo, era aún más antigua, y es fechada tradicionalmente desde la época monárquica. El Papirio que dictó las Leges Regiae vivió, según cuentan las fuentes, en el reinado de Tarquinio el Soberbio, y un M. Papirio fue el primer rex sacrificulus nombrado tras la expulsión de los reyes.